# The Wyatt Family
The Wyatt Family foi um grupo vilanesco de luta livre profissional que atou na WWE. Era originalmente composto por Bray Wyatt, Luke Harper e Erick Rowan, que estrearam no NXT em novembro de 2012, com Harper e Rowan ganhando o NXT Tag Team Championship. A facção fez sua estreia no plantel principal em julho de 2013 e rivalizaram com Kane, CM Punk, Daniel Bryan (que integrou o grupo por um breve período), The Shield, John Cena, entre outros.
A versão original do grupo foi desfeita em setembro de 2014, quando Bray Wyatt afirmou que ele estava "libertando Luke Harper e Erick Rowan". Posteriormente, Rowan se tornou em um mocinho ao se juntar ao time de John Cena no Survivor Series, enquanto Harper se aliou a The Authority.
Depois de uma rápida rivalidade, Harper e Rowan se juntaram novamente a Bray em maio de 2015. Três meses depois, Braun Strowman se uniu a eles. A passagem de Strowman pelo grupo se encerrou em julho de 2016 após ele ser transferido para o Raw enquanto o restante da Wyatt Family foi para o SmackDown. No mesmo ano, Randy Orton se juntou a Wyatt Family e o grupo ganhou o WWE SmackDown Tag Team Championship. Harper  se separou mais uma vez da facção no final de 2016 e em 2017 Orton venceu o Royal Rumble e Bray o WWE Championship. A Wyatt Family foi mais uma vez desfeita quando Orton traiu Bray semanas antes do WrestleMania 33.

## História

### Territórios de desenvolvimento (2012-2013)
Bray Wyatt estreou na Florida Championship Wrestling (FCW) em abril de 2012, inicialmente se associando a Eli Cottonwood. Quando a WWE rebatizou o território de desenvolvimento, Wyatt estreou no quarto episódio da nova WWE NXT derrotando Aiden English. Wyatt era retratado como o líder de um culto que acreditava ser mais monstro do que humano. O personagem atraiu comparações a Max Cady do filme Cape Fear e Waylon Mercy.
Em julho, Wyatt rasgou o músculo peitoral e foi submetido a uma cirurgia. Apesar da lesão, Wyatt continuou a aparecer no NXT, fundando uma facção conhecida como The Wyatt Family, com Luke Harper como seu primeiro "filho" e Erick Rowan como o segundo. Rowan e Harper entraram no torneio que determinaria os primeiros Campeões de Duplas do NXT, derrotando Percy Watson e Yoshi Tatsu na primeira rodada no NXT de 23 de janeiro de 2013. Depois de uma vitória sobre Bo Dallas e Michael McGillicutty após interferência de Wyatt, Harper e Rowan foram derrotados por Adrian Neville e Oliver Grey na final do torneio. Wyatt teve sua primeira luta pós-lesão, no NXT de 21 de fevereiro, derrotando Tatsu. A Wyatt Family posteriormente agrediu Grey, enquanto Wyatt impediu Dallas de ganhar o Campeonato do NXT, devido a Dallas se recusar a se juntar à Wyatt Family. Dallas perdeu sua primeira luta contra Bray Wyatt no NXT de 13 de março. No NXT de 2 de maio, enquanto Wyatt foi derrotado por Chris Jericho, Harper e Rowan venceram uma luta de eliminação de três duplas, eliminando por último Adrian Neville. No NXT de 8 de maio (gravado em 2 de maio), Harper e Rowan derrotaram Neville e Bo Dallas para conquistar o Campeonato de Duplas do NXT.
A Wyatt Family começou uma rivalidade com Corey Graves e Kassius Ohno, com Wyatt derrotando Graves no NXT de 22 de maio, e na semana seguinte Wyatt eliminando ambos Graves e Ohno durante uma battle royal para determinar o desafiante ao Campeonato do NXT, embora tenha sido eliminado, depois, por Neville. No NXT de 19 de junho, a Wyatt Family derrotou Graves, Neville e Ohno. No próximo NXT, a Wyatt Family, Garret Dylan e Scott Dawson atacaram Graves, Neville e Ohno. Ao tentar ajudar o trio, William Regal também foi atacado. Isto levou a Wyatt Family a enfrentar Graves, Neville e Regal na semana seguinte, com Wyatt derrotando Regal para vencer.

### Plantel principal (2013-2017)

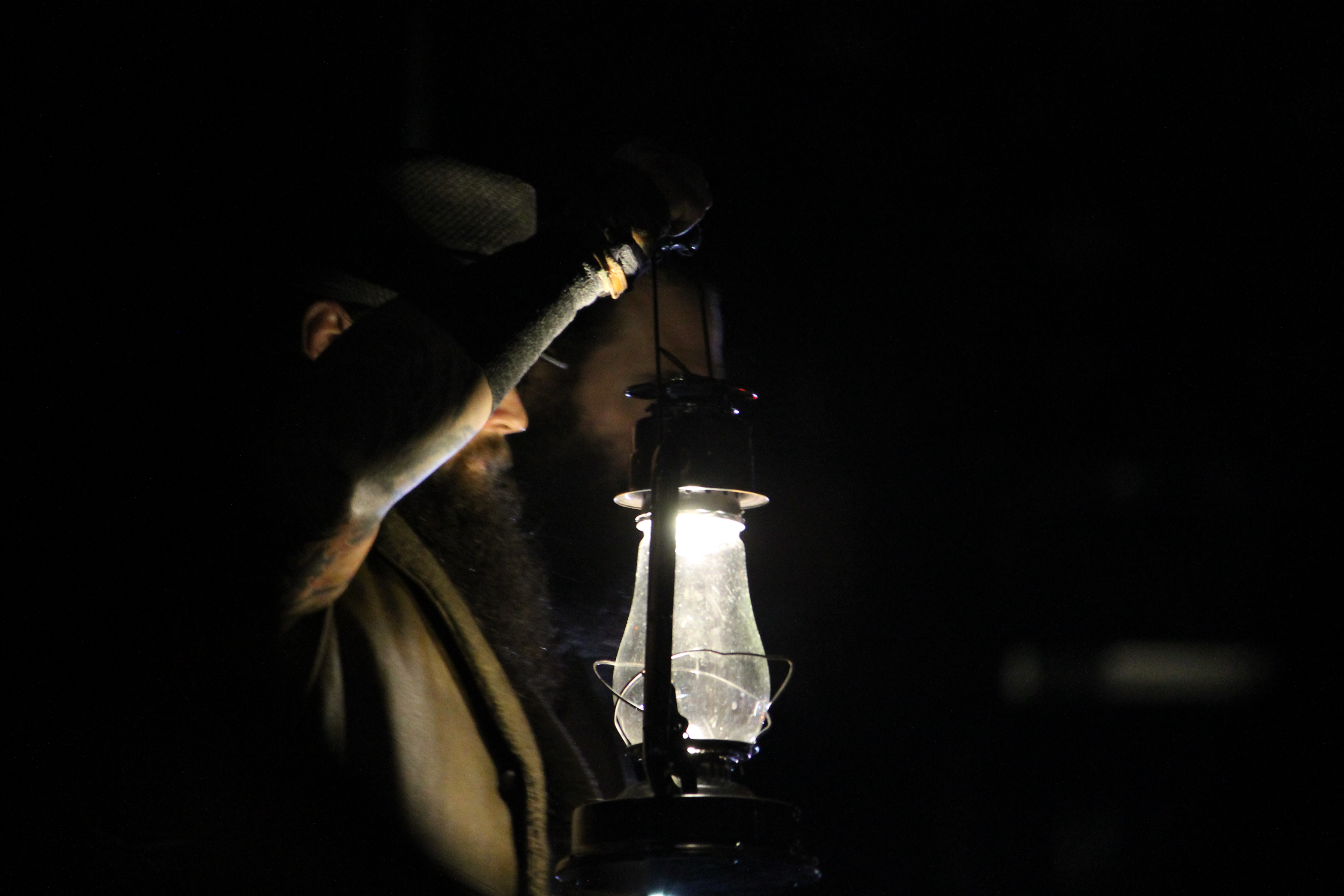
A entrada tradicional da Wyatt Family no escuro.

No Raw de 27 de maio, foram exibidos vídeos para promover a estreia da Wyatt Family. Os vídeos mostravam a Wyatt Family com origens do pântano e Rowan vestindo uma máscara de ovelha. No Raw de 8 de julho, a Wyatt Family faz sua estreia ao atacar Kane. A Wyatt Family continuou seus ataques a lutadores como R-Truth, Justin Gabriel e 3MB (Drew McIntyre, Heath Slater e Jinder Mahal), enviando mensagens criptografadas à Kane, encerrando sempre com "Follow the Buzzers", em português "siga os urubus". Após outro ataque, Kane desafiou Wyatt para uma luta Ring of Fire no SummerSlam. Wyatt derrotou Kane após interferência de Harper e Rowan e, após a luta, o grupo sequestrou Kane. No WWE Battleground, Wyatt derrotou Kofi Kingston. Em 11 de outubro, no SmackDown, Harper e Rowan sofreram sua primeira derrota para Cody Rhodes e Goldust. A próxima rivalidade da Wyatt Family começou quando eles atacaram separadamente CM Punk e Daniel Bryan no final de outubro. No Survivor Series, Harper e Rowan foram derrotados por Punk e Bryan e, no Raw do dia seguinte, o trio sequestrou Bryan. No TLC: Tables, Ladders & Chairs, a Wyatt Family venceu Bryan em uma luta 3-contra-1, após um Sister abigail de Bray em Bryan. Após isso a Wyatt Family tentou diversas vezes recrutar Bryan mas sempre falhando.

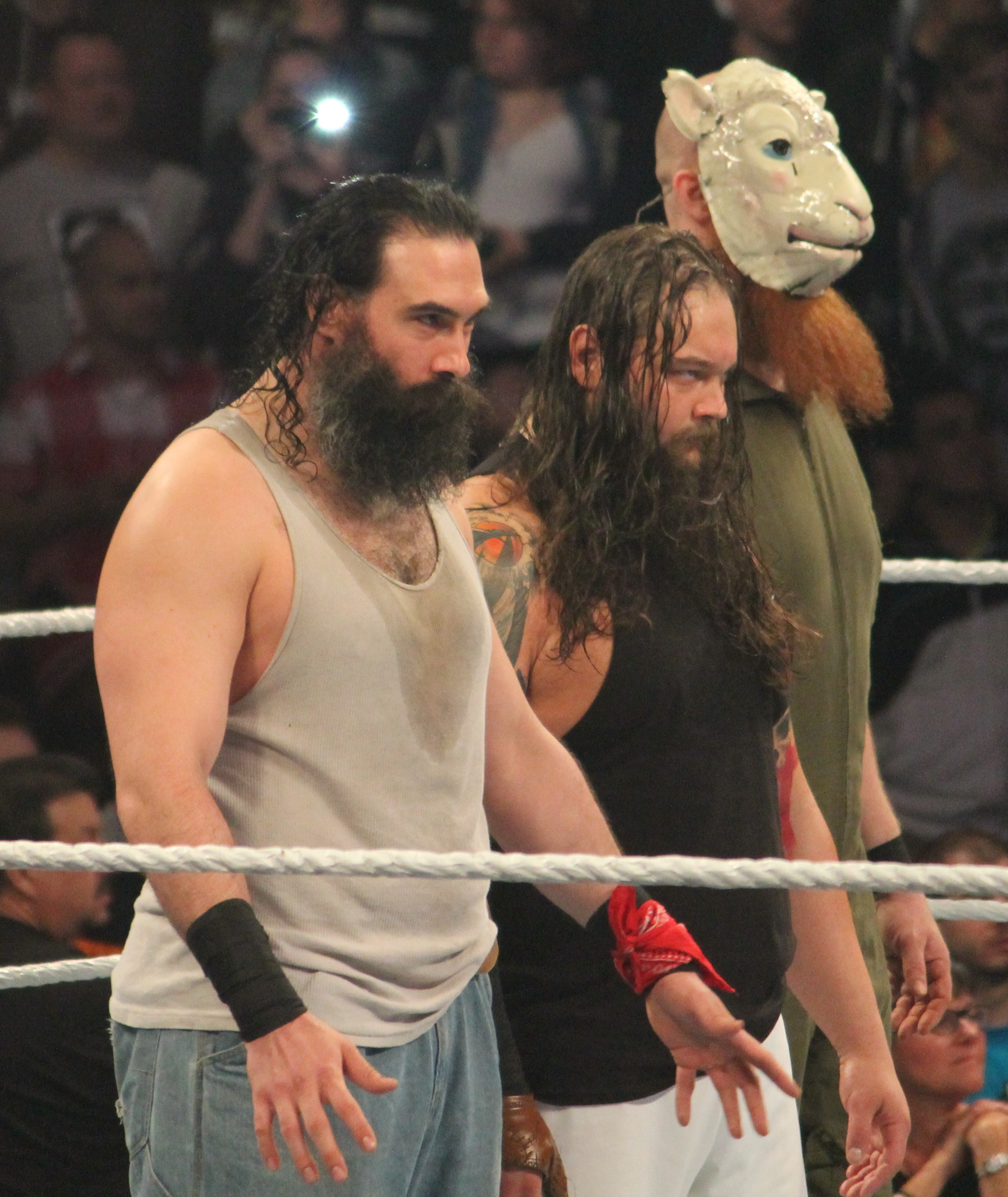
The Wyatt Family em abril de 2014.

No último Raw de 2013, Bryan derrotou Harper e então Rowan, em um desafio para Bryan poder enfrentar Bray Wyatt. Harper e Rowan interferiram na luta de Wyatt vs. Bryan causando uma desqualificação. Bryan frustrado finalmente desistiu e se uniu a Wyatt Family. No entanto, depois de Bryan se juntar ao grupo, a Wyatt Family não conseguia encontrar sucesso em seus combates. Isso fez com que Wyatt punisse Bryan, levando a Bryan atacar todos os outros membros da Wyatt Family em 13 de janeiro no Raw, fazendo o mesmo se libertar do grupo. No Royal Rumble, Bray Wyatt derrotou Daniel Bryan em uma luta individual, enquanto ambos Harper e Rowan entraram na luta Royal Rumble com Harper eliminando dois lutadores, e Rowan não eliminando ninguém, antes de serem respectivamente eliminados. Também no evento Royal Rumble, a Wyatt Family custou a John Cena o Campeonato Mundial dos Pesos-Pesados da WWE contra Randy Orton. Em 27 de janeiro na edição do Raw, a  Wyatt Family atacou Bryan, Cena e Sheamus durante uma luta de qualificação para o Elimination Chamber contra a The Shield, concedendo, assim, a equipe de Bryan uma vitória por desqualificação e as suas vagas para o Elimination Chamber. The Shield queria vingança, então uma luta six-man foi estabelecida entre a The Shield e a Wyatt Family no evento Elimination Chamber. No evento a Wyatt Family venceu sua luta. Mais tarde, no mesmo evento, a interferência da Wyatt Family causou a eliminação de Cena na luta Elimination Chamber.

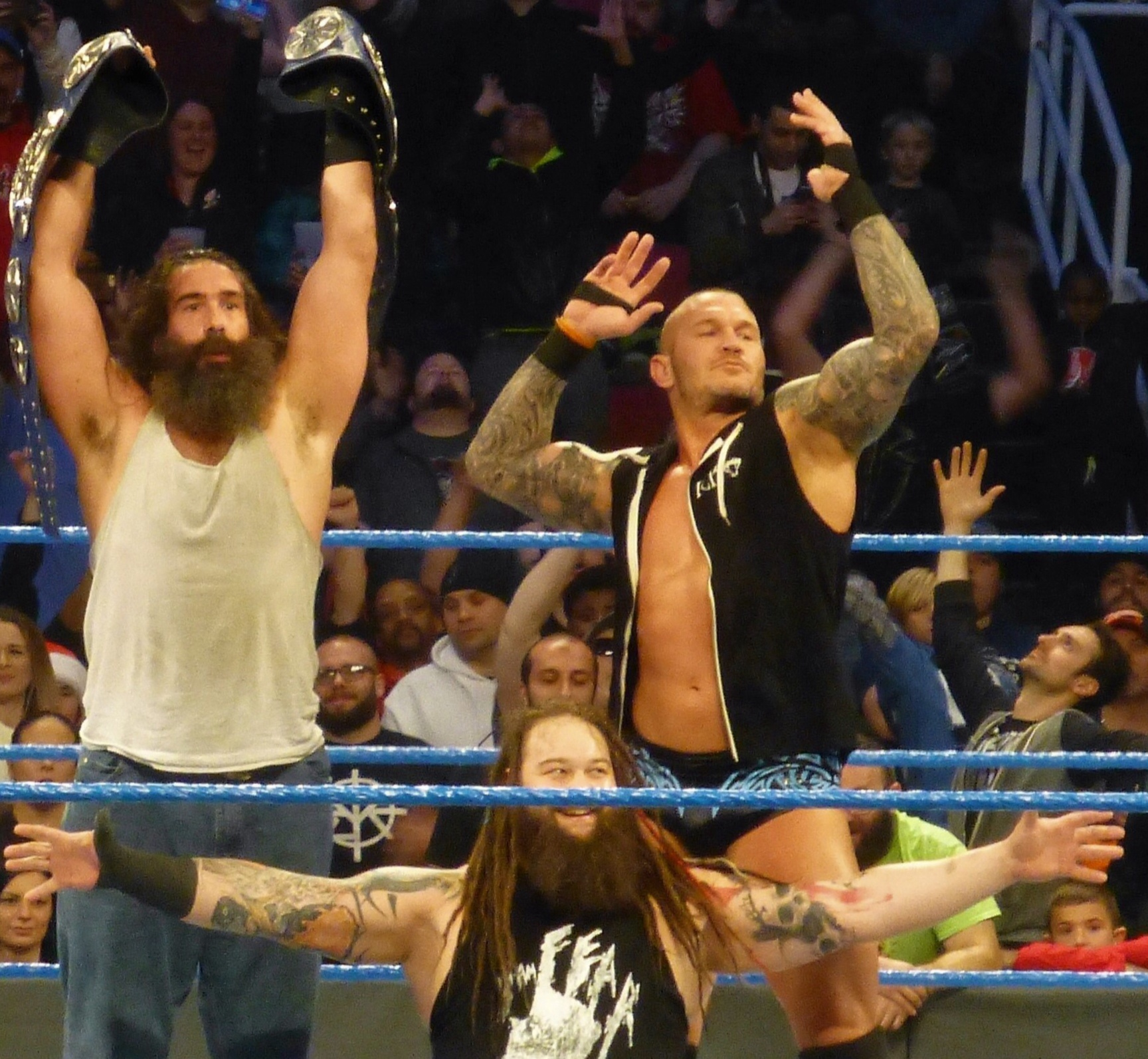
The Wyatt Family como campeões de duplas do SmackDown. Harper também era reconhecido como campeão através da Freebird Rule.

Após o Elimination Chamber, Wyatt voltou sua atenção totalmente para sua rivalidade com John Cena, devido ao seu desejo de acabar com "esta era da mentira", começando com Cena, porque ele queria expor ao mundo que Cena ser um defensor de tudo que é moral, bom e certo era apenas uma ilusão vazia. Para provar que Cena era uma fraude, Wyatt disse que iria estragar o seu legado, mas Wyatt queria dar um passo além, transformando Cena em um monstro. Wyatt aceitou o desafio de Cena para uma luta na WrestleMania XXX, com Cena a defender seu legado com sucesso, e destruir seu desejo de se tornar um monstro, além de conseguir evitar a interferência de Harper e Rowan para derrotar Wyatt na WrestleMania. A disputa continuou após a WrestleMania, começando uma história em que Wyatt estava capturando fãs do Cena, que foi exemplificada por Wyatt levando um coro infantil aos ringues em 28 de abril episódio da Raw, com as crianças depois a colocarem máscaras de ovelhas. No Extreme Rules, Wyatt derrotou Cena em uma luta Steel Cage, após interferências de Rowan e Harper várias vezes e de uma criança demoníaca.

## No wrestling
- Movimentos de finalização de Randy Orton 
  - RKO (Jumping cutter)
- Movimentos de finalização de Bray Wyatt
  - Sister Abigail (Swinging reverse STO, com teatralidade)[57]
- Movimentos de finalização de Luke Harper
  - Discus clothesline[58][59][60][61]
  - Truck Stop (Spinning side slam)[58][62]
- Movimentos de finalização de Erick Rowan
  - Running jumping splash[63]
  - Full nelson slam – 2015–2017[64][65]

- Temas de entrada
  - "Live In Fear" por Mark Crozer[66][67]
  - "Swamp Gas" por Jim Johnston[68] (29 de junho de 2014 – 12 de abril de 2016; usado entre Harper e Rowan como uma dupla)

## Títulos e prêmios
- NXT Wrestling
  - NXT Tag Team Championship (1 vez) – Rowan e Harper

- WWE
  - WWE SmackDown Tag Team Championship (1 vez) – Bray Wyatt, Luke Harper e Randy Orton
  - Royal Rumble – Randy Orton (2017)
  - WWE Championship – (1 vez) - Bray Wyatt